# Ізабелла Альфонса Бурбон-Сицилійська
Ізабелла Альфонса Бурбон-Сицилійська (ісп. Isabel Alfonsa de Borbón-Dos Sicilias), повне ім'я Ізабелла Альфонса Марія Тереза Антонія Крістіна Мерседес Кароліна Аделаїда Рафаела Бурбон-Сицилійська і Бурбон (ісп. Isabel Alfonsa María Teresa Antonia Cristina Mercedes Carolina Adelaida Rafaela de Borbón-Dos Sicilias y Borbón), (нар. 16 жовтня 1904 — пом. 18 липня 1985) — інфанта Іспанії з династії Сицилійських Бурбонів, донька інфанта Іспанії Карлоса Бурбон-Сицилійського та принцеси Астурійської Марії де лас Мерседес, дружина польського графа Яна Канті Замойського.

## Біографія

### Ранні роки
Народилась 16 жовтня 1904 року в Королівському палаці Мадрида третьою дитиною та єдиною донькою в родині інфанта Іспанії Карлоса Бурбон-Сицилійського та його першої дружини Марії де лас Мерседес, принцеси Астурійської, яка померла в даних пологах. Мала старших братів Альфонсо та Фернандо, який за кілька місяців пішов з життя.

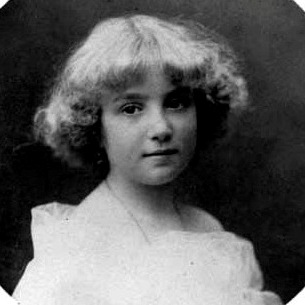
Світлина в дитячому віці, до 1911 року

Була охрещена 24 жовтня 1904 року у Королівському палаці Мадрида, з відповідними урочистостями, але з меншою кількістю присутніх, внаслідок трауру за Марією де лас Мерседес. Хрещеними батьками виступили король Альфонсо XIII та її двоюрідна бабуся Ізабелла.
Батько за три роки одружився з французькою принцесою Луїзою, яка народила ще чотирьох дітей, і сімейство оселилося в мадридському палаці Вілламехор, де мешкали до 1914 року. Влітку подорожували до Сан-Себастьяну, Чипіони, Кадісу або Вільяманріке-де-ла-Кондеса. Також Ізабелла Альфонса проводила час у Королівському палаці зі своєю бабусею Марією Крістіною, улюбленицею якої була, так само, як і свого дядька-короля. Як і її сестри, відвідувала місцевий Colegio de las Irlandesas. У родинному колі її кликали Бела. У 1921 році сім'я переїхала до Севільї, куди батька направили як генерал-капітана місцевого військового округу. По прибуттю інфанти були поміщені у школу-інтернат в Кастильєха-де-ла-Куеста.

### Шлюб і життя у Словаччині
У віці 24 років Ізабелла Альфонса побралася зі своїм 28-річним троюрідним братом Яном Канті Замойським, з яким познайомилася у Каннах на сімейній зустрічі. Для уможливлювання шлюбного союзу Папа Римський Пій XI дав спеціальний дозвіл. Вінчання провів кардинал Педро Сегура і Саенс 9 березня 1929 у каплиці Королівського палацу в Мадриді. На церемонії були присутніми численні вельможні родичі наречених. Втім, ще тримався траур за королевою Марією Крістіною, яка померла у лютому. Весілля стало останнім для правлячої родини перед проголошенням Другої республіки у 1931 році. 
Ян Канті, згідно волі батька, який мав землеволодіння у Польщі та Словаччині, отримав польський Маґнушев та усі словацькі родинні землі. До них входили Любовнянський маєток, у складі замку у Старій Любовні, селищ Подсадек і Хмельниця, а також курорт Вишні Ружбахи, ліси, кілька будівель, у тому числі, садибу у Мнішеку, яка використовувалась під час полювання. Загальна площа угідь становила 1739, 67 га. Після весілля пара, отримавши великий посаг прибула до Словаччини, де мешкали до 1944 року.
Королівське придане пари було депоноване в іспанських банках і становило понад мільйон іспанських песет. Ізабелла Альфонса успадкувала також права власності в Іспанії та Італії від своєї бабусі Марії Крістіни. Спадщина складалася з готівки, фінансових активів та нерухомості на загальну суму 1 849 886,75 лір.
У шлюбі народила четверо дітей. Діти отримали католицьке виховання. Наглядали за ними переважно няньки з Польщі та Австрії. Матір, віддана католичка, давала нащадкам приклад християнського життя. Зазвичай, взимку сім'я подорожувала Лазуровим берегом, через його сприятливий морський клімат, навесні поверталися до Старої Любовні, а літо проводили у Вишніх Ружбахах.
Історичні джерела стверджують, що Ізабелла Альфонса емоційно дуже прив'язалася до Старої Любовні, а також була яскравою та незвичайною особистістю. Носила простий одяг, зазвичай вдягала у будні штани, так само мала просту зачіску. Особисто керувала веденням домашнього господарства, в теплиці вирощувала незвичну для цього регіону спаржу й екзотичні квіти. Вела здоровий спосіб життя, тому в замку та панському будинку вживалося багато фруктів, овочів та легкого птаха. Також готувалися іспанські національні страви, такі як косидо. Місцеві жителі запам'ятали її як просту та енергійну жінку, яка, однак, водночас дотримувалася правил аристократичного способу життя.
Її чоловіка вчителька старшого сина пари згадує як високого й елегантного пана, який своєю зовнішністю викликав повагу, а також як веселу та дотепну людину, що любила пожартувати та часто розповідала дітям кумедні історії. Восени та взимку Як Канті влаштовував у замку різноманітні забавки та розваги. Знаючи декілька мов, він розмовляв з дружиною французькою, з дітьми — польською, з прислугою — словацькою. Також вільно володів німецькою та англійською. Полюбляв технічні новинки, цікавився фотографією, фільмував та знімав світлини дітей за будь-якої нагоди. Знавець коней та автівок, граф мав чистокровних арабських скакунів у стайнях та кілька автівок у маєтку, у тому числі Tatra та лімузин Hispano-Suiza. Ізабелла Альфонса поділяла його захоплення конями, її часто бачили верхи. Також сімейство часто їздило у мандрівки та на пікніки у відкритому кабріолеті.

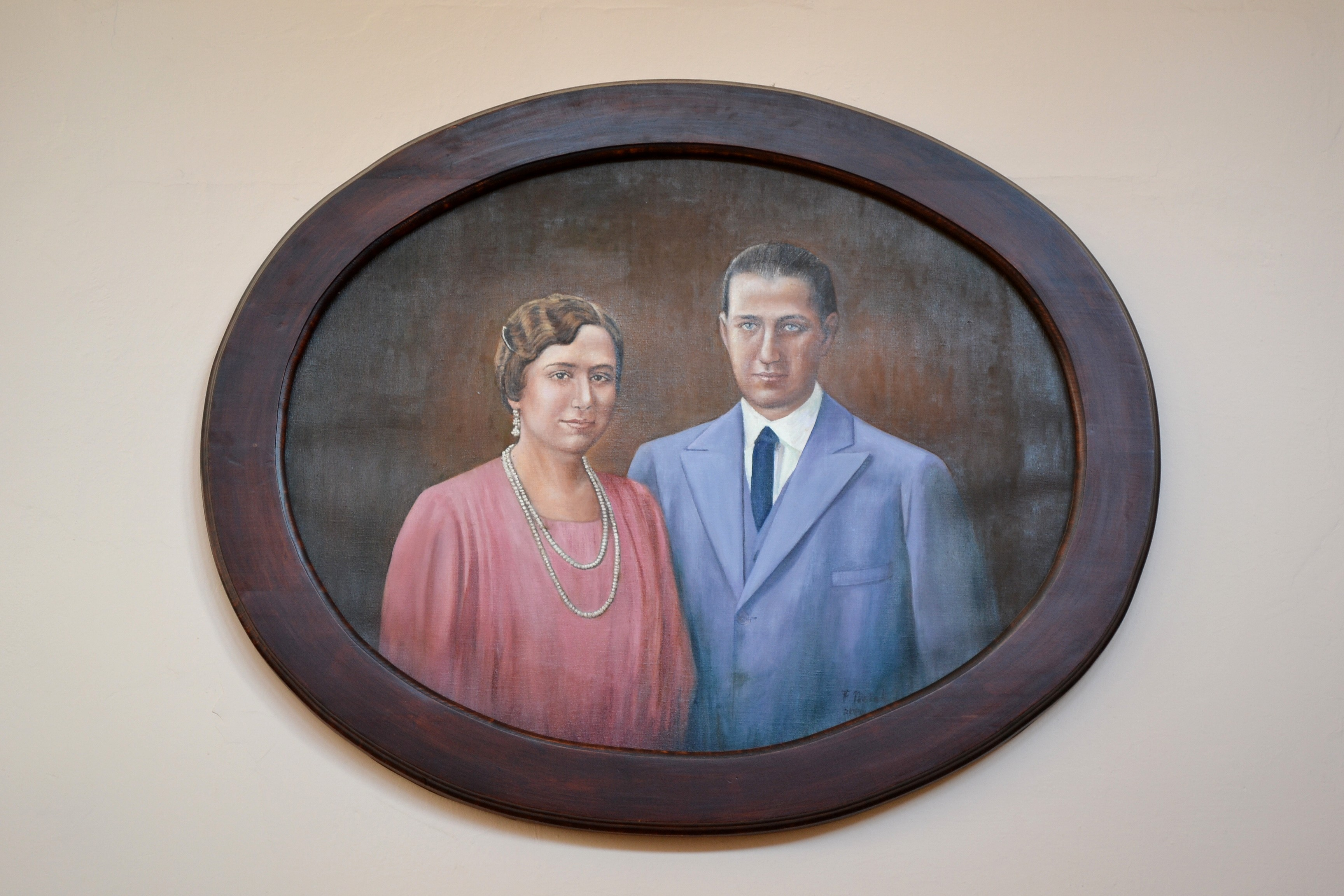
Портрет подружжя у Білому будинку у Вижніх Ружбахах

У міжвоєнний період граф Замойський став відомим економічним діячем у Чехословацькій Республіці. У 1929-1932 роках він реконструював маєтки Старої Любовні та створив сучасний бальнеологічний курорт у Вишніх Ружбахах. Подружжя залучало до робіт місцеве населення. Завдяки інвестиціям та коштам з посагу Ізабелли Альфонси, були побудовані модернові житлові та сервісні об'єкти (в тому числі новий водозабір термальних вод, найбільший у Словаччині на той час, відкритий басейн та розкішні готелі: «Strandhotel», «Biały Hotel» та «Dom Szwajcarski»). Це призвело, з одного боку, до великої заборгованості родини, з іншого — відіграло вирішальну роль у розвитку курортної індустрії та туризму у Словаччині. У червні 1935 року кредитори подали до суду вимогу про примусове управління. Графу довелося відмовитися від низки задоволень розкішного життя, таких як подорожі за кордон, а також самостійно проводити прибирання своїх резиденцій. Розплатившись із боргами, у червні 1942 року він продав гмину Подолинець, маєток у Мнішек-над-Попрадом та частину Вишніх Ружбахів.
На межі 1930-1940-х років Замойські намагалися продемонструвати лояльність до нової влади, тому брали активну участь в економічному житті та місцевому душпастирстві. Розширювали бібліотеку, яку сподівалися зробити публічною, та реконструювали певні замкові будівлі, де планували зробити музей з виставкою колекцій зброї та мистецтва, зібраної Анджеєм Пшемислом Замойським. Разом з тим, Ян Канті був причетним до діяльності польського підпілля та мав контакти зі словацькими антифашистами. У жовтні 1939 він був інтернований до в'язниці в Ілаві і звільнений лише за кілька тижнів після дипломатичного втручання Іспанії та Італії завдяки своїй дружині.
Влітку 1944 року в Любовнянському замку влаштувалося німецьке гестапо, а Ізабеллу Альфонсу з дітьми помістили під домашній арешт у маєтку.

### Повернення до Іспанії
У 1944 році сімейство, рятуючись від радянських військ і втративши більшу частину багажу, виїхало до Швейцарії, де, у шато поблизу Лозанни, мешкала колишня королева Іспанії Вікторія Еухенія, а звідти, у другій половині серпня, — до французького Ле Комбе, де проживала з сім'єю сестра Яна Канті, Марія Кароліна Замойська. Через кілька місяців попрямували до Іспанії, кордон якої перетнули 18 квітня 1845 року. Певний час мешкали в Севільї у батька та мачухи Ізабелли Альфонси, після чого Карлос Бурбон-Сицилійський придбав доньці невеликий будинок «Huerta de Santa Elisa» із прилеглою ділянкою землі, розташований поряд з ангаром старого аеропорту Севільї. Принцеса вела господарство, працювала в саду та на молочній фермі, сама відвозила продукти свого виробництва на базар на Пласа-де-ла-Энкарнасьон. Сімейство отримало матеріальну стабільність завдяки активації активів і нерухомості, конфіскованих республіканським урядом у 1930-х роках та повернутих режимом генерала Франциско Франко.
Після 1945 року майно сім'ї Замойських У Чехословаччині було конфісковано та націоналізовано згідно нових законів країни. На письмову вимогу графа комуністи не відповіли та заборонили Яну Канті в'їзд на територію Чехословацької держави. Він важко переживав ситуацію втрати землі і статків, і 1958 року залишив родину, оселившись в Монако. Згадуються його проблеми з алкоголем, граф часто проводив дні у барах, шкодуючи за часами колишньої величі. Офіційно розлучення пари оформлене не було, Ізабелла Альфонса надсилала чоловікові утримання. В цілому, принцеса була щедрою до нужденних людей і церковних установ. Присвячувала свій час молитві та праці, відмовившись від усіх привілеїв. Біограф називав її «дитиною мовчання та смирення».
Ян Канті пішов з життя 28 вересня 1961 року в Монте-Карло. З часом принцеса була змушена продати «Huerta de Santa Elisa» та переїхати до Валенсіни-де-ла-Консепсьйон, де швидко стала відомою своєю скромністю серед сусідів. До 74 років вела господарство сама, хоча й пересувалася за допомогою тростини. Зрештою, за наполяганням родичів, переїхала до релігійного будинку для людей похилого віку в Посуело-де-Аларкон, де провела решту життя. Часто їздила до сімей та друзів своїх дітей. Різдво проводила разом зі своїм небожем Хуаном Карлосом I та іншими членами родини в Королівському палаці. Померла від серцевої недостатньості у шпиталі дель Ейр у Мадриді 18 липня 1985 року. Була похована 20 липня, відповідно свого статусу, у частині L Пантеону інфантів Ескоріальського монастиря. Іспанську королівську родину на похороні представляла інфанта Єлена.

## Нагороди
- Орден Королеви Марії Луїзи № 958 (Іспанія) (16 жовтня 1904).
- Великий хрест Костянтинівського ордену Святого Георгія (Сицилійські Бурбони) (18 лютого 1960).

## Родина
Чоловік — Ян Канті Замойський
Діти:

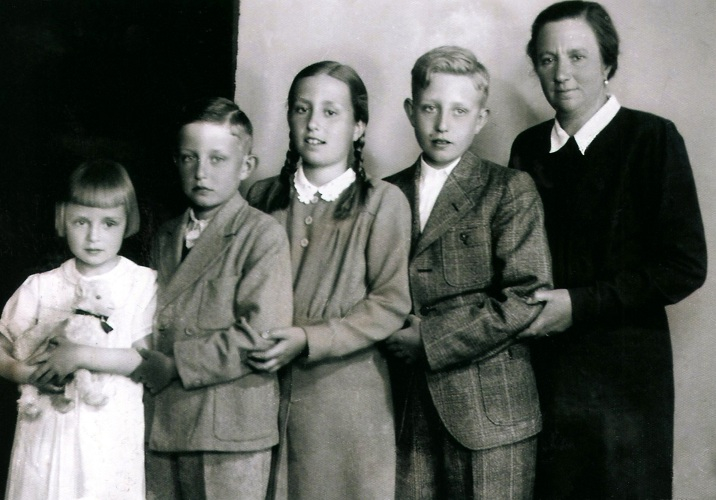
Ізабелла Альфонса з дітьми

- Кароль Альфонс (1930—1979) — був одруженим з Есперансою Рей Люке, мав сина та двох доньок;
- Марія Крістіна (1932—1959) — одружена не була, дітей не мала;
- Юзеф Михайло (1935—2010) — був одруженим з Марією Антонією Наварро і Гонсалес, мав двох синів;[19]
- Марія Тереза (нар. 1938) — неодружена, дітей не має; 1963 року стала черницею-кармеліткою в Хетафе під іменем сестра Росіо де Хесус.[20]